# 2011 új világörökségi helyszínei
Az UNESCO Világörökség Bizottsága a 2011. június 19-29. között Párizsban megtartott 35. ülésszakán az alábbi helyszíneket nyilvánította a világörökség részévé:
| | Ningaloo part |
| Ausztrália |               |
| Természeti (VII)(X) |               |
| Védett terület: 705 015 ha, hivatkozás: 1369 |               |
| Az Ausztrália nyugati részén fekvő Ningaloo part természetvédelmi része hatszázezer hektár területet foglal magába. Itt terül el a világ egyik leghosszabb egybefüggő part menti korallzátonya. A mészkőből álló partot karsztbarlangok és földalatti vízfolyások kiterjedt rendszere tagolja. A nagyrészt érintetlen terület változatos élőhelyeket kínál, lagúnákat, korallzátonyokat, sziklás partokat, mangrove mocsarakat, homokos partszakaszokat valamint nyíltvízi és kontinentális tengerparti élőhelyeket. Legsűrűbben lakott része a korallzátony, ahol trópusi és mérsékelt égövi fajok egyaránt előfordulnak. Eddig megközelítőleg 300 korallfélét, 700, a korallzátonyon élő halfajt, 650 puhatestűt, 600 rákfajtát, és 1000 féle tengeri algát azonosítottak. A védett terület egyike a cetcápák éves gyülekezési helyének, amikor átlagosan 300-500 példányt figyelnek meg. Ezen kívül a tengeri teknősök fontos költőhelye, a tojások számára évente kialakított fészkek számát tízezerre becsülik. A védett terület nagy része érintetlen azonban komoly veszélyt jelent rá a turizmus, az illegális halászat, az illegális hulladéklerakás valamint növényzet csökkenése. |               |

| | Történelem előtti cölöpházak az Alpok közelében |
| Ausztria, Franciaország, Németország, Olaszország, Svájc és Szlovénia közös világörökségi helyszíne |                                                 |
| Kulturális (IV)(V) |                                                 |
| Védett terület: 274,2 ha, puffer zóna: 3 960,77 ha, hivatkozás: 1363 |                                                 |
| A helyszín az Alpok térségében, hat országban 111 különböző helyen álló, i. e. 5000 és i. e. 500 között épült cölöpház maradványaiból áll. A házakat mocsarak, tópartok, folyópartok mellett tárták fel, tervszerű ásatásokat csak a lelőhelyek kis részén végeztek. A nedves környezet megőrizte a lebomló anyagokat is, így a kutatók dendrokronológiai módszerrel pontos datálásokat végezhettek. Az ásatások során előkerült leletek mintegy harminc különböző kultúrához köthetők és képet adnak az korai európai földművelők életéről és társadalmáról, földművelési, állattenyésztési, fémfeldolgozási technikáiról, valamint azok fejlődéséről. Ezen kívül nyomon követhetővé vált az Alpokon keresztül folytatott kereskedelmi tevékenység is, ahol főleg kovakő, arany, agyagedények, textilek és kagylóhéjak cseréltek gazdát. A szállítóeszközök közül i. e. 3400 körülre datálható szekérmaradványokat tártak fel, ezek az eddig ismertek közül legkorábbiak közé tartoznak. |                                                 |

| | Bridgetown és helyőrsége |
| Barbados |                          |
| Kulturális (II)(III)(IV) |                          |
| Védett terület: 187 ha, hivatkozás: 1376 |                          |
| Bridgetown jó állapotban megmaradt 17. 18. és 19. századi épületeivel az angol gyarmati építészet egyik kiemelkedő példája. Egyike az angolok által legkorábban alapított és megerősített városoknak a Karib-tenger térségében. A kereskedelmi alapú terjeszkedés fókuszpontja volt, egyben kommunikációs és kulturális központ is. Itt rendezték be az angol haditengerészet kelet-karibi főhadiszállását, és innen igyekeztek képviselni az Atlanti-óceán térségében tevékenykedő angol kereskedők érdekeit. A kikötő forgalmának jelentős részét cukor és rabszolga kereskedelem tette ki. A történelmi óváros szerkezete a spanyol és holland gyarmatvárosokkal ellentétben nem szabályos, hanem középkori mintákat követ. A településre a téglaépítészet jellemző, ami hurrikánszezon idején is védelmet nyújtott. A kikötőt védő Szent Anna-helyőrség a legjelentősebb katonai építmény Anglia Atlanti-óceánon található gyarmatain. A kikötő raktárházai, dokkjai és a dokkokhoz tartozó épületei két évszázadon keresztül gyakorlatilag változatlanul maradtak, állagmegóvásukra 2011-ben több éves tervet dolgoztak ki. |                          |

| | el-Ajn |
| Egyesült Arab Emírségek |        |
| Kulturális (III)(IV)(V) |        |
| Védett terület: 4 945,4 ha, puffer zóna: 7 605,4 ha, hivatkozás: 1343 |        |
| El-Ajn az Omán, Mezopotámia, a Perzsa-öböl és az Arab-félsziget felé vezető egykori karavánutak egyik csomópontjánál helyezkedik el. A helyszín tizenhét lelőhelyből áll (Hafit, Hili, Bidaa Bint Saud és oázisok), amelyek közül a legkorábbiak a neolitikum idejére datálhatók. A legfontosabb leletek a bronzkortól a vaskorig terjedő időszakból származnak. A lelőhelyeken rekonstruálhatók azok a folyamatok, amelyek során az egymást követő nomád, vadászó népcsoportok letelepedtek. Jellemző épületmaradványok a megközelítőleg i. e. 2500-re datálható kör alakú kősírok, tornyok, paloták, adminisztratív célokra használt épületek, lakóházak és öntöző rendszerek romjai. A területen körülbelül ötezer éve folytatnak növénytermesztést és a kezdetektől fogva tudatos vízgazdálkodásra törekedtek. Hafit temetőjében és épületein tanulmányozhatók a helyi bronzkori majd később a vaskori kultúra fejlődése. Az oázisok virágzó kultúrájának története még nem kellően dokumentált a kutatások jelenleg is folynak. |        |

| | Konso kultúrtáj |
| Etiópia |                 |
| Kulturális (III)(V) |                 |
| Védett terület: 23 000 ha, Hivatkozás: 1333 |                 |
| A Konso kultúrtáj egy 55 négyzetkilométeres terület a Konso fennsíkon, amelyre a teraszos földművelés és a megerősített települések jellemzők. A száraz, barátságtalan környezethez tökéletesen alkalmazkodó, 21 generációra, azaz több mint 400 évre visszanyúló életmódjuk hagyományai ma is élnek, és a mérnöki munka, a megosztott értékek, a közösségi összetartozás kiemelkedő példái. A terület fő jellegzetességei a kőfalakkal megtámasztott, földművelés alá vont teraszok, amelyek megóvják a talajt az eróziótól, a lehető legtöbb csapadékvizet gyűjtik össze és elvezetik a fölösleget. A falak esetenként elérhetik az ötméteres magasságot is. A magaslatokon álló településeket többszörös falgyűrűkkel vették körbe, a falakhoz helyben bányásztak építőanyagot. A falakon belül „morá”-nak nevezett területeket alakítottak ki, amelyek fontos szerepet játszanak a lakosok kulturális életében. Az erdős területeket temetőknek valamint gyógynövény gyűjtőhelynek hasznosítják. A sírok jelölésére az elhunytat karikatúraszerűen ábrázoló, fából faragott szobrokat (waka) készítenek. |                 |

| | Causses és Cévennes |
| Franciaország |                     |
| Kulturális (III)(V) |                     |
| Védett terület: 302 319 ha, puffer zóna: 312 425 ha, hivatkozás: 1153 |                     |
| A kultúrtáj megközelítőleg háromszázezer hektáron terül el Franciaország délkeleti részén, ahol már háromezer évvel ezelőtt is folytattak nomád pásztorkodó életmódot. Causses és Cévennes területén a föld nem tudott nagyvárosokat ellátni élelemmel, viszont állattenyésztésre alkalmas volt. Napjainkban a térségben főleg juhokat tenyésztenek. A középkorban a környékbeli települések fejlődésnek indultak valamint új tényezőként megjelentek az egyházi intézmények, a nagy befolyással bíró apátságok. Ekkor alakultak ki azok a tulajdonszerkezetek, amelyek a mai napig éreztetik hatásukat. A kultúrtájon főleg megtalálható az összes pásztorkodási forma amely jellemző a mediterrán térségre. Jelenleg csak a terület egyes részein folytatnak legeltetést, a nyájak korábbi vonulási útvonalainak csak egy részét használják, és a korábban nélkülözhetetlen vízelvezető rendszernek is csak viszonylag kis hányadát tartják karban |                     |

| | Perzsa kertek |
| Irán |               |
| Kulturális (I)(II)(III)(IV)(VI) |               |
| Védett terület: 716,35 ha, puffer zóna: 9 740 ha, hivatkozás: 1372 |               |
| A helyszín kilenc, Irán különböző részén található eltérő típusú kertből áll, amelyek bemutatják a perzsa kerttervezés fejlődését, valamint a helyi klimatikus viszonyokhoz való alkalmazkodását. A perzsa kertépítészet hagyományai egészen az i. e. 6. századig, Nagy Kürosz uralkodásának idejére nyúlnak vissza. Alapvető formájuk kétezer éven keresztül csaknem változatlan maradt. A perzsa kertek az Édenkertet szimbolizálták, területüket mindig négy részre osztották, ez a Zoroasztrizmus négy fő elemére az égre, a földre, a vízre és a növényekre utal. A víz mindig fontos szerepet játszott bennük, öntözésre és díszítőelemként is használták. A falakkal körbevett, sokszor teraszos területek kialakításakor bonyolult öntözőrendszereket hoztak létre, épületeket, pavilonokat emeltek bennük. Perzsia kertépítészete nagymértékben hatott az indiai és kerttervezésre és még Spanyolországban is éreztette a hatását. Számos korabeli miniatúrán és szőnyegen is megjelennek, valamint irodalmi művekben is olvashatunk róluk. |               |

| | Hiraizumi történelmi műemlékei |
| Japán |                                |
| Kulturális (II)(VI) |                                |
| Védett terület: 176,2 ha, puffer zóna: 6 008 ha, hivatkozás: 1277 |                                |
| A buddhizmus „Tiszta Ország rendszere” iskoláját szimbolizáló helyszín öt részből áll. A templomokból, kertekből és a szent Kinkeisan-hegyből álló terület a 11. és a 12. században Japán északi részének politikai és adminisztratív központja volt, egyben Kiotó riválisa. Az Oskü-család, az uralkodó klán északi ága négy kertet alakíttatott ki, amelyek a „Tiszta Ország rendszerének” földi megtestesítői voltak. A kertekben templomokat építettek, mesterséges tavakat ástak és fákat ültettek, gondosan figyelve az egymáshoz viszonyított elrendezésükre, és az összhatásra a Kinkeisan–heggyel. Ez a fajta kertrendezés Japán más városaiban is hatott a kert- és templomépítészetre. Az ásatások során előkerült leletek felhasználásával két kertet újjáépítettek, kettőt még nem tártak fel. Az aranyozott díszítésekkel ellátott Chúson-ji-templom, az egyetlen amelyik a 12. századból fennmaradt szintén a család gazdagságát és hatalmát jelképezi. A terület 1189-ben komoly károkat szenvedett, amikor a rövid életű város elvesztette politikai és adminisztratív státuszát. |                                |

| | Ogaszavara-szigetek |
| Japán |                     |
| Természeti (IX) |                     |
| Védett terület: 7 939 ha, hivatkozás: 1362 |                     |
| A Japán fő szigetcsoportjától nagyjából ezer kilométerre délre fekvő helyszín három szigetcsoportból (Mukodzsima, Csicsidzsima, Hahadzsima) és három különálló szigetből tevődik össze, amelyek összesen megközelítőleg nyolcezer hektár területet foglalnak el. A szigetek észak-déli irányban egy négyszáz kilométeres sávban találhatók, közülük csak kettő lakott. Változatos élőhelyeik veszélyeztetett és súlyosan veszélyeztetett fajoknak nyújtanak menedéket. A szigetek jelentős részét szubtrópusi erdő borítja, ahol összesen mintegy négyszáznegyven növényfaj él, ezek jelentős része endemikus. A szigetekre jellemző az endemikus fajok nagy aránya, például a több mint száz szárazföldi csigafaj 90%-a csak itt fordul elő. A többi faj túlnyomó többsége Északkelet- vagy Délkelet-Ázsiából származik. A szigetek nagy része állami tulajdonban van, élőviláguk megóvására hosszútávú terveket dolgoztak ki. ezzel összefüggésben a körülöttük lévő több mint százezer hektáros vízterületen korlátozták a hajóforgalmat és különös figyelmet fordítanak az invazív fajok elleni védekezésre. |                     |

| | Rum vádi |
| Jordánia |          |
| Vegyes (III)(V)(VII) |          |
| Védett terület: 74 180 ha, puffer zóna: 59 177 ha, hivatkozás: 1377 |          |
| A világörökséghez egy 74 ezer hektáros, szurdokokkal, sziklákkal, természetes rámpákkal, barlangokkal tagolt sivatagi terület tartozik Jordánia déli részén közel Szaúd-Arábia határához. A térség már 12 ezer éve lakott erről tanúskodnak az eddig 154 régészeti helyszínen feltárt leletek, valamint 25 ezer sziklarajz és felirat. A sziklarajzokat kövekre és sziklák lapos oldalára vésték, a legkorábbiak a neolitikum, a legkésőbbiek a nabateus uralom idejére datálhatók. A rajzokon kívül számos feliratot is nyilvántartásba vettek, a többnyelvű szövegek a térségben lakó írástudók nagy számáról tanúskodik. A sivatagos terület éghajlata nagyjából i. e. 3000-ig csapadékosabb volt, ekkor a területen földműveléssel és állattenyésztéssel foglalkoztak az itt élő népcsoportok. A helyszínen talált sziklarajzok jó állapotban maradtak fenn, az időjárási jelenségek nem okoztak bennük komolyabb károsodást, viszont veszélyt jelenthet rájuk a turisták egyre növekvő száma és a vandalizmus. |          |

| | Fort Jesus |
| Kenya |            |
| Kulturális (II)(V) |            |
| Védett terület: 2,36 ha, puffer zóna: 31 ha, hivatkozás: 1295 |            |
| A Fort Jesus erődöt Giovanni Battista Cairati tervei alapján építettek 1593 és 1596 között Mombasában. Az építmény egyike a portugál hadi építészet legjelentősebb és legjobb állapotban megőrzött emlékeinek. Az erőd a hozzá tartozó várárokkal együtt több mint két hektáron terül el. A hely egy évszázadon keresztül állt portugál fennhatóság alatt, ez az időszak volt az első sikeres kísérlet arra, hogy nyugati ellenőrzés alá vonják az Indiai-óceánon folytatott kereskedelmet. Az erőd méretével, hangsúlyos falaival, öt bástyájával a reneszánsz hadi építészet elvei alapján készült. A portugál uralom után többször is elfoglalták, arab és angol fennhatóság alatt is állt. Az évszázadok során többször is átépítették, ennek ellenére csaknem teljesen megőrizte eredeti szerkezetét. Az átalakítások után napjainkban afrikai, arab, perzsa, török és európai hatások ismerhetők fel rajta. Az épületet 1958-ban védelem alá helyezték, jelenleg múzeum. |            |

| | A Nagy Hasadékvölgy tórendszere |
| Kenya |                                 |
| Természeti (VII)(IX)(X) |                                 |
| Védett terület: 32 034 ha, puffer zóna: 3 581 ha, hivatkozás: 1060 |                                 |
| A Nagy hasadékvölgy tórendszere három egymással kapcsolatban lévő viszonylag sekély tóból, a Bogoria, a Nakuru és az Elementaita tóból, valamint vízesésekből, gejzírekből, hőforrásokból, mocsarakból, erdőkből és szavannás területekből áll. A viszonylag kicsi, 32 ezer hektáros védett terület Föld egyik legváltozatosabb madárpopulációjának ad otthont, köztük tizenhárom globálisan veszélyeztetett fajnak. Itt található a nagy fehér pelikán egyik legfontosabb költőhelye, valamint megközelítőleg 4 millió flamingó táplálékát biztosítja. A tórendszernél, amely az Afrika-Eurázsia madárvonulás útvonalán fekszik összesen több mint százfajta vándormadár talál ideiglenesen táplálékot és pihenőhelyet. Az emlősök közül a fekete orrszarvú, a Rothschild zsiráf, az oroszlán, a vadkutya és a gepárd is megtalálható itt. A természetvédelmi terület megfelelő védelmet élvez, megóvására hosszú távú tervet dolgoztak ki, amelynek legfontosabb feladatai közé tartozik a talajvíz és az erdős területrészek megóvása, valamint a szennyező anyagok minimálisra való csökkentése. |                                 |

| | A Nyugati-tó és Hangcsou történelmi városa |
| Kína |                                            |
| Kulturális (II)(III)(VI) |                                            |
| Védett terület: 3 322,88 ha, puffer zóna: 7 270,31 ha, hivatkozás: 1334 |                                            |
| A tavat három oldalról hegyek, a negyedik oldalról Hangcsou városa veszi körbe. A táj évszázadokon keresztül, a Tang-dinasztia korától megihlette az írókat és a művészeket. A tavat és környékét mesterséges díszítőelemekkel igyekeztek még szebbé tenni, utakat, mesterséges szigeteket építettek a tó területére, a mellette lévő hegyek lábánál templomokat, pagodákat, pavilonokat emeltek és kerteket alakítottak ki. A legfontosabb díszítőelemeket - két utat és három mesterséges szigetet - a 9. és a 12. század között építették. Az építési folyamatot dokumentálták, a legkorábbi feljegyzések a 10. századból valók. A táj és a mesterséges elemek összhatása olyan harmonikus, hogy széles körben próbálták utánozni például a Pekingi Nyári Palotában és jelentősen hatott egész Kelet-Ázsia kertépítészetére. A tónak és három oldalának látképe az elmúlt ezer év alatt szinte semmit nem változott. A negyedik oldalon a legutóbbi ötven évben város (amely az elmúlt tíz évben egy nyolcmilliós településsé vált) folyamatos terjeszkedése veszélyezteti az összképet. |                                            |

| | Kávé kultúrtáj |
| Kolumbia |                |
| Kulturális (V)(VI) |                |
| Védett terület: 141 120 ha, puffer zóna: 207 000 ha, hivatkozás: 1121 |                |
| A helyszín hat nagyobb kávétermesztő területből áll, ami összesen tizennyolc, az Andok lábánál fekvő várost foglal magába. A legkorábbi termesztők a 19. században érkeztek a területre, majd fokozatosan alkalmazkodtak a nehéz, hegyi körülményekhez. A települések jellemzően a lejtős kávéföldek fölötti viszonylag lapos területeken helyezkednek el. Építészetükben spanyol hatások keverednek a helyi hagyományokkal, a falakhoz rugalmas nádat, tetőfedéshez égetett agyagcserepet használtak. A napjainkban látható épületek több mint a fele még ezzel a hagyományos technikával készült, a lakóházak egyben gazdasági tevékenységek helyszínei is. A kávéföldek túlnyomó többsége családi tulajdonban van, akik ragaszkodnak hagyományaikhoz. Ez kiszolgáltatottakká teszi őket a tömegtermeléssel foglalkozó nagyvállalatokkal szemben. Ennek megakadályozására földhasználati terveket készítettek és tervezik hat további település védelem alá való helyezését is. |                |

| | Mongol-Altaji sziklarajzok együttese |
| Mongólia |                                      |
| Kulturális (III) |                                      |
| Védett terület: 11 300 ha, puffer zóna: 10 700 ha, hivatkozás: 1382 |                                      |
| A Mongol-Altaji sziklarajzok együttese Mongólia kultúrájának fejlődését mutatják be i. e. 11 000-től i. sz. 1000-ig. A legkorábbi sziklarajzok i. e. 11 000 és i. e. 6000 közé datálhatók, amikor a terület jelentős részét még erdő borította és a völgy vadászoknak adott otthont. Ezután az erdős területeket folyamatosan felváltotta a szárazabb kopárabb sztyeppe. A későbbi rajzok az átmenetet mutatják be a vadászó életmódról a lótartáson alapuló nomád pásztorkodásra. A későbbiek (i. e. 1. évezred) a szkíták életmódjáról adnak képet, míg a török periódusról az i. sz. 7. és 8. században készült sziklarajzok tanúskodnak. A helyszín három lelőhelyből áll, mindhárom a pleisztocén földtörténeti korban kivájt völgyekben található. A sziklarajzokon kívül számos temetkezési és rituális emléket is feltártak. A helyszín a legteljesebb és legjobb állapotban megmaradt sziklarajz-lelőhely Közép – és Észak-Ázsiában. A rajzokon megjelenik az adott korra jellemző állatvilág, a legkorábbiakon mamutok, orrszavúak és struccok, a későbbieken kőszáli kecskék, őstulkok és jávorantilopok. |                                      |

| | A Fagus-művek Alfeldben |
| Németország |                         |
| Kulturális (II)(IV) |                         |
| Védett terület: 1,88 ha, puffer zóna: 18,89 ha, hivatkozás: 1368 |                         |
| A Fagus-művek, egy 1910 körül Walter Gropius tervei alapján készült tíz részből álló ma is működő épületkomplexum a modern építészet és ipari tervezés egyik mérföldköve. Megőrizte eredeti formáját, miután elkészült további épületeket nem emeltek hozzá, és egy részét sem bontották le. Jelentősége, hogy szakít a korábbi hagyományos építészeti és díszítő elemekkel, és teljes mértékben a funkcionalitásra helyezi a hangsúlyt. Jellegzetessége, hogy a falak nagy része üvegtáblákból és az azokat tartó elemekből áll, ennek köszönhetően a belső tér világos, ami javította a munkakörülményeket. Nagy hatást gyakorolt az ipari építészetre, a Bauhaus mozgalom kiindulópontjának tekinthető. A Fagus-művek már 1946-ban védelem alá került, ami nagyon korainak számít egy ipari épület esetében. Az épületeket 1985 és 2001 között restaurálták, a munkálatok során igyekeztek megőrizni eredeti formájukat. |                         |

| | Leóni székesegyház |
| Nicaragua |                    |
| Kulturális ()()() |                    |
| Védett terület: 0,77 ha, puffer zóna: 28,71 ha, hivatkozás: 1236 |                    |
| Az 1747-ben elkezdett és a 19. század elején befejezett leóni székesegyház a latin-amerikai gyarmati építészet egyik jelentős alkotása építészetileg átmenetet képez a késő barokk és a klasszicizmus között. A leóni egyházmegyéhez tartozó épület csaknem teljesen megőrizte eredeti formáját, és bár kisebb restaurálásra szorul, nagyobb átépítések, változtatások nem történtek rajta. A guatemalai származású Diego José de Porres Esquivel tervei alapján emelt épületen összefonódnak a spanyol művészet és a helyi hagyományok díszítőelemei. A templom négyszögletes alaprajza spanyol eredetű, többi részére az európai barokk túlzó és a klasszicizmus visszafogott stílusjegyeinek helyi értelmezése jellemző. A széles, nem túl magas homlokzat, a belső és külső díszítés és a gyakori földrengések miatti viszonylag alacsony és széles tornyok helyi eredetűek. Jól megvilágított belső tere a szentély mennyezetét leszámítva viszonylag egyszerű díszítésű. A templom kincsei közé tartozik egy flamand eredetű fából faragott oltár és a nicaraguai művész, Antonio Sarria 14 stációt ábrázoló festményei a 20. század fordulójáról. |                    |

| | Longobárd emlékek Itáliában |
| Olaszország |                             |
| Kulturális (II)(III)(VI) |                             |
| Védett terület: 14,08 ha, puffer zóna: 306,22 ha, hivatkozás: 1318 |                             |
| A világörökségi helyszínhez hét épületcsoport tartozik, amelyeket az Észak-Európából bevándorló longobárd törzsek emeltek, akik a 6. és a 8. század között nagy kiterjedésű területek fölött uralkodtak. Alkotásaik átmenetet képeznek a későantik és az európai kora középkor építészete között, magába olvasztva az ókori Róma, a keresztény hit, a bizánci hatás és az északi germán hagyományok stíluselemeit. Az épületek tükrözik a lombardok a középkori európai kultúrában, főleg a kolostori életforma elterjedésében betöltött befolyásos szerepét, valamint a lombard elit hatalmát és gazdagságát. A helyszín Cividale dei Friuli (Longobárd templom, Püspöki palota), Brescia (San Salvatore-templom, Santa Giulia-kolostor), Castelseprio (San Giovanni Evangelista-templom, Santa Maria fros portas-templom, Torba-kolostor), Spoleto (San Salvatore-templom), Campello sul Clitunno (Tempietto San Salvatore ), Benevento (Santa Sofia épületkomplexum), Monte Sant’Angelo (Szent Mihály szentély) épületeit foglalja magába. |                             |

| | Serra de Tramuntana |
| Spanyolország |                     |
| Kulturális (II)(IV)(V) |                     |
| Védett terület: 30 745 ha, puffer zóna: 78 617 ha, hivatkozás: 1371 |                     |
| A Serra de Tramuntana kultúrtáj a Mallorca északnyugati partjaival párhuzamos, meredek hegyvidéken található. A területre a teraszos földművelés jellemző, valamint egymással kapcsolatban álló vízelvezető rendszerek, vízimalmok terméskőből készült épületek, templomok falvak és farmok. A szűkös erőforrásokkal rendelkező térségben már több ezer éve folytatnak földművelő tevékenységet. Később a keresztény és muszlim kultúrák egyik találkozási pontjává vált, ennek jele volt korábban az arab módszerek alkalmazása a vízgazdálkodásban majd a keresztények feudális rendszerű földhasználata a 13. századtól. Később az egymástól független kisméretű farmok nagyobb egységekbe olvadtak össze, a terméskő falakkal megtámasztott teraszokon zöldséget, gyümölcsöt, olajbogyót termesztenek. A vízelvezetést bonyolult csatornarendszerrel oldják meg, hogy elejét vegyék a talajeróziónak. A területet 1972-ben került védelem alá. |                     |

| | Saloum-delta |
| Szenegál |              |
| Kulturális (III)(IV)(V) |              |
| Védett terület:145 811 ha, puffer zóna: 78 842 ha, hivatkozás: 1359 |              |
| A három folyó által közrefogott ötezer négyzetkilométeres természetvédelmi terület több mint kétszáz szigetből, mangrove mocsarakból, óceáni partszakaszokból és erdőkből áll. Az itt élő emberek fő táplálékforrása a halászat és a kagylógyűjtés volt. A helyszín jellegzetessége az a 218 gyakran több száz méter hosszú alacsony, kagylóhéjakból álló, ember alkotta domb, amelyek az évezredek során eldobált üres héjakból alakult ki. Egy részükön növények telepedtek meg, így aktívan hozzájárulnak a deltavidék talajának stabilitásához. Közülük huszonnyolcat temetkezési helynek is használtak, itt a kutatások során sírmellékleteket tártak fel, amelyek segítettek jobban megismerni a nyugat-afrikai parti népek kultúráját. Bár néhány domb állapota leromlott a túlnyomó többségük majdnem érintetlen de sérülékeny. Megóvásuk érdekében a környéken korlátozták a halászatot és a kagylógyűjtést. |              |

| | Észak-Szíria ókori falvai |
| Szíria |                           |
| A veszélyeztetett világörökségi helyszínek listájára került: 2013 |                           |
| Kulturális (III)(IV)(V) |                           |
| Védett terület: 12 290 ha, hivatkozás: 1348 |                           |
| A Szíria északnyugati részén nyolc csoportban elhelyezkedő körülbelül negyven ókori eredetű falu fontos információforrás a késő antik és bizánci életmóddal kapcsolatban. A falvakat az i. sz. 1. és 7. évszázadban alapították, majd a 8. és 10. század között folyamatosan elnéptelenedtek. Építészeti örökségük megmaradt része lakóházakból, pogány templomokból, ciszternákból, fürdőkből és keresztény templomokból áll. A fennmaradt épületek kiválóan szemléltetik az átmenetet a római életformából a bizánci kereszténységbe. A vízkiemelő szerkezetek maradványai, a településeket védelmező falak romjai és a korabeli fejlett mezőgazdaság a technikai vívmányok magas szintű alkalmazásáról tanúskodik. |                           |

| | Meroé |
| Szudán |       |
| Kulturális (II)(III)(IV)(V) |       |
| Védett terület: 2357,36 ha, puffer zóna: 13 881,7 ha, hivatkozás: 1336 |       |
| A mai Szudánban, a Nílus és az Atbara folyók között elhelyezkedő Meroé az i. e. 8. századtól az i. e. 4. századig virágzó Kusita Királyság központja volt, az Egyiptomot egy évszázadra leigázó uralkodók székhelye, később temetkezési helye is. Birodalmuk fénykorában a Földközi-tengertől egészen Afrika belső részéig terjedt. A helyszín három fő része Meroé a főváros a temetővel és két vallási központ Musawwarat es-Sufra és Naqa. Megmaradt épületeik közül legfontosabbak a temetkezésre használt piramisok valamint templomok, a vízgyűjtők, a paloták és a kézműves negyedek. Meroé gazdasága több mint ezer éven keresztül (az i. e. 8. századtól az i. sz. 4. századig) hatást gyakorolt a Nílus-völgy életére. Civilizációjuk egészen az i. sz. 6 század közepéig, a kereszténység elterjedéséig fennmaradt. A helyszínen található piramisok a kusita sírépítészet legszebb példái. A 19. század folyamán kincskeresők kutatták át a piramisokat amelyek közül néhány ennek következtében összeomlott, de azóta nem szenvedtek komolyabb károsodást. |       |

| | Szelim-mecset |
| Törökország |               |
| Kulturális (I)(IV) |               |
| Védett terület: 2,5 ha, puffer zóna: 37,5 ha, hivatkozás: 1366 |               |
| Szelim-mecsetet, Szinán egyik kései alkotását, életművének egyik legkiemelkedőbb darabját 1574-ben fejezték be. A 190 X 130 méteres területen elhelyezkedő mecsetet II. Szelim megrendelésére építették. Központi termét 43 méter magas, 31 méter átmérőjű kupolával fedték le. A belső teret az átlókon fekvő négy félkupola, valamint a főkupoláig felnyúló boltozatos architektúra még szélesebbé teszi, ezt a hatást az ablaksorokon beáramló fény is növeli. A négy karcsú minaret 71 méter magas, ami minden iszlám imatornyot felülmúl. A vékony minaretek éles ellentétben állnak a monumentális főkupolával. A kupola nyolcszögben elrendezett pilléreken nyugszik, amelyek kívül toronyszerűen végződnek és a magas kupoladob sarkait jelzik. Az udvar alaprajza megegyezik az imacsarnokéval, és egy kupolás oszlopcsarnok szegélyezi. A belső teret csempékkel díszítették, egészen a márvány imafülke magasságáig. A szövegdíszítéseket egy isztambuli kalligráfus készítette a szultán utasításai alapján, a mihráb falain látható virágmotívumokat izniki csempével rakták ki. |               |

| | Bukovina és Dalmácia ortodox metropolitáinak székhelye |
| Ukrajna |                                                        |
| Kulturális (II)(III)(IV) |                                                        |
| Védett terület: 8 ha, puffer zóna: 244,85 ha, hivatkozás: 1330 |                                                        |
| A Csernovic szélén elterülő épületkomplexum a korai historizmus kiemelkedő példája, az ortodox egyház hatalmának megtestesítője. A cseh származású építész, Josef Hlavka tervei szerint építették 1864 és 1882 között. Egy papneveldéből, egy templomból, egy kolostorból és egy parkból áll. Az épületeken gótikus és barokk jellegzetességek mellett bizánci elemek ismerhetők fel, ezek közül legszembetűnőbb a görög kereszt alaprajzú kupolás templom. A díszítőelemek ezzel szemben a helyi népművészet hatásáról tanúskodnak. A Gyülekező Terem eredeti tetőszerkezetét 1942-ben egy tűzvész elpusztította ezt az 1950-es években pótolták. 1945-ben védetté nyilvánították, 1955-től az épületegyüttesben egyetem működik, amellyel a városi tanács évente egyeztet az állagmegóvási munkákról. |                                                        |

| | A Hồ-dinasztia fellegvára |
| Vietnám |                           |
| Kulturális (II)(IV) |                           |
| Védett terület: 155,5 ha, puffer zóna: 5 078,5 ha, hivatkozás: 1358 |                           |
| A Hồ-dinasztia fellegvárát a 14. században építették a feng-sui elvek alapján. A 155 hektáron elterülő fellegvár három részből áll, a belső erődből, a La Thanh külső falból és a Nam Giao oltárból. Ezek az épületrészek gyakorlatilag épségben fennmaradtak, a masszív falak éles ellentétben állnak a környező tájjal. A belső erőd nagy mészkőtömbökből épült, ez az új építési technika ekkor terjedt el Dél- és Délkelet-Ázsiában. Az egyes épületrészek között végzett ásatások során számos leletet tártak fel. Az épületen felismerhetően a kínai konfucianizmus hatásai, valamint a hatalom centralizálására tett erőfeszítések. A körülötte lévő város 1398 ás 1407 között a dinasztia által uralt területek fővárosa volt, a 16. és a 18. század között pedig Észak-Vietnám egyik gazdasági és kulturális központjává vált. Megmaradt épületei között hagyományos lakónegyedek, vallási épületek, utak, piacok jelzik a település gazdasági erejét. A fellegvárat 1962-ben nyilvánították nemzeti örökséggé. |                           |